# 25 tháng 3
Ngày 25 tháng 3 là ngày thứ 84 trong mỗi năm thường (ngày thứ 85 trong mỗi năm nhuận). Còn 281 ngày nữa trong năm.

## Sự kiện
- 410 – Tướng Lưu Dụ của Đông Tấn chiếm được đô thành Quảng Cố của nước Nam Yên, bắt giữ Hoàng đế Mộ Dung Siêu, Nam Yên diệt vong.
- 708 – Constantinô được tôn phong Giáo hoàng thứ 88 của Giáo hội Công giáo.
- 1655 – Nhà khoa học người Hà Lan Christiaan Huygens phát hiện Titan, vệ tinh lớn nhất của Thổ tinh.
- 1821 – Alexandros Papanastasiou tuyên bố thành lập Đệ Nhị Cộng hòa Hy Lạp, nay được Hy Lạp xem là mốc khởi đầu cuộc Chiến tranh giành độc lập Hy Lạp.
- 1924 – Hy Lạp tuyên bố trở thành một nước cộng hoà.
- 1930 – hơn 4.000 công nhân Nhà máy sợi Nam Định bãi công.
- 1946 – thành lập Binh chủng Công binh.
- 1957 – Pháp, Tây Đức, Ý, Bỉ, Hà Lan và Luxembourg ký kết hai hiệp ước tại Roma của Ý, thiết lập Cộng đồng Kinh tế châu Âu và Cộng đồng Năng lượng nguyên tử châu Âu.
- 1975 – Quốc vương Faisal của Ả Rập Xê Út bị cháu con em trai là Faisal bin Musaid bắn, và tử vong sau đó.
- 1975 – Chiến tranh Việt Nam: Giải phóng tỉnh Quảng Ngãi.
- 1975 – Chiến tranh Việt Nam: Quân Giải Phóng miền Nam Việt Nam tái chiếm thành công Cố đô Huế, mở đường tới Đà Nẵng và Sài Gòn
- 1996 – Ủy ban về Thuốc Thú Y của Liên minh châu Âu cấm xuất khẩu thịt bò từ Anh và những sản phẩm phụ của nó vì bệnh bò điên (encefalopatía espongiforme).
- 2016 – Thủ tướng Chính phủ ký Quyết định 1791/QĐ-TTg lấy ngày 25-3 hằng năm là Ngày Công tác xã hội Việt Nam.
- 2018 – ngày ra mắt của nhóm nhạc nam Hàn Quốc Stray Kids.

## Sinh
- 1252 – Conradin, công tước Swabia (m. 1268)
- 1259 – Andronikos II Palaiologos, hoàng đế Byzantine (m. 1332)
- 1297 – Andronicus III Palaeologus, hoàng đế Byzantine (m. 1341)
- 1347 – Catherine of Siena, người được phong thánh người Ý (m. 1380)
- 1539 – Christopher Clavius, nhà toán học người Đức (m. 1612)
- 1593 – Jean de Brébeuf, thầy tu dòng Tên người truyền giáo người Pháp (m. 1649)
- 1661 – Paul de Rapin, sử gia người Pháp (m. 1725)
- 1699 – Johann Adolph Hasse, nhà soạn nhạc người Đức (m. 1783)
- 1767 – Joachim Murat, vua Naples (m. 1815)
- 1782 – Bonaparte, nữ hoàng Naples (m. 1839)
- 1800 – Heinrich von Dechsen, nhà địa chất người Đức (m. 1889)
- 1824 – Clinton L. Merriam, chính khách người Mỹ (m. 1900)
- 1863 – Simon Flexner, Pathologist người Mỹ (m. 1946)
- 1867 – Arturo Toscanini, người chỉ huy dàn nhạc người Ý (m. 1957)
- 1868 – William Lockwood, cầu thủ cricket người Anh (m. 1932)
- 1873 – Rudolf Rocker, người theo chủ nghĩa vô chính phủ người Đức (m. 1958)
- 1877 – Walter Little, chính khách người Canada (m. 1961)
- 1881
  - Béla Bartók, nhà soạn nhạc người Hungary (m. 1945)
  - Mary Gladys Webb, nhà văn người Anh (m. 1927)
- 1892 – Andy Clyde, diễn viên người Mỹ (m. 1967)
- 1895 – Siegfried Handloser, thầy thuốc người Đức (m. 1954)
- 1897 – John Laurie, diễn viên người Scotland (m. 1980)
- 1901 – Begley, diễn viên người Mỹ (m. 1970)
- 1903 – Carle, nghệ sĩ dương cầm, người chỉ huy dàn nhạc nhỏ người Mỹ (m. 2001)
- 1906
  - A.J.P. Taylor, sử gia người Anh (m. 1990)
  - Jean Sablon, ca sĩ người Pháp (m. 1994)
- 1908
  - Helmut Käutner, diễn viên, người đạo diễn người Đức (m. 1980)
  - David Lean, đạo diễn phim người Anh (m. 1991)
- 1910 – Magda Olivero, ca sĩ soprano người Ý
- 1918 – Howard Cosell, thể thao phóng viên người Mỹ (m. 1995)
- 1920
  - Patrick Troughton, diễn viên người Anh (m. 1987)
  - Arthur Wint, người chạy đua người Jamaica (m. 1992)
- 1921
  - Nancy Kelly, nữ diễn viên người Mỹ (m. 1995)
  - Simone Signoret, nữ diễn viên người Pháp (m. 1985)
- 1923 – Bonnie Guitar, ca sĩ người Mỹ
- 1925 – Flannery O'Connor, tác gia người Mỹ (m. 1964)
- 1926
  - László Papp, võ sĩ quyền Anh người Hungary (m. 2003)
  - Jaime Sabines, nhà thơ người México (m. 1999)
- 1928 – Jim Lovell, nhà du hành vũ trụ người Mỹ
- 1929 – Wim van Est, vận động viên xe đạp người Đức (m. 2003)
- 1931 – Paul Motian, nhạc Jazz nhạc công đánh trống, nhà soạn nhạc người Mỹ
- 1932 – Gene Shalit, nhà phê bình phim người Mỹ
- 1934
  - Johnny Burnette, ca sĩ người Mỹ (m. 1964)
  - Gloria Steinem, người theo thuyết nam nữ bình quyền, nhà xuất bản người Mỹ
- 1938 – Fritz d'Orey, người đua xe người Brasil
- 1939 – Toni Cade Bambara, tác gia người Mỹ (m. 1995)
- 1940 – Anita Bryant, ca sĩ người Mỹ
- 1941 – Gudmund Hernes, chính khách người Na Uy
- 1942
  - Aretha Franklin, ca sĩ người Mỹ (m. 2018)
  - Richard O'Brien, diễn viên, nhà văn người Anh
- 1943 – Paul Michael Glaser, diễn viên người Mỹ
- 1946
  - Cliff Balsam, cầu thủ bóng đá người Anh
  - Stephen Hunter, tác gia người Mỹ
  - Gerard John Schaefer, kẻ giết người hàng loạt người Mỹ (m. 1995)
- 1947 – Elton John, ca sĩ, người sáng tác bài hát người Anh
- 1948
  - Bonnie Bedelia, nữ diễn viên người Mỹ
  - Lynn Faulds Wood, người dẫn chương trình truyền hình người Scotland
- 1952 – Antanas Mockus, nhà toán học người Colombia
- 1955
  - Daniel Boulud, Chef, Restaurateur người Pháp
  - Lee Mazzilli, vận động viên bóng chày người Mỹ
- 1956 – Matthew Garber, diễn viên người Anh (m. 1977)
- 1957 – Jim Uhls, người viết kịch bản phim người Mỹ
- 1958
  - James McDaniel, diễn viên người Mỹ
  - Ray Tanner, trường đại học huấn luyện viên bóng chày người Mỹ
  - Åsa Torstensson, chính khách người Thụy Điển
- 1960
  - Idy Chan Yuk-Lin, nữ diễn viên người Hồng Kông
  - Peter O'Brien, diễn viên người Úc
  - Haywood Nelson, diễn viên người Mỹ
  - Brenda Strong, nữ diễn viên người Mỹ
- 1961 – Fred Goss, diễn viên, diễn viên hài, nhà văn người Mỹ
- 1962 – Marcia Cross, nữ diễn viên người Mỹ
- 1964
  - Lisa Gay Hamilton, nữ diễn viên người Mỹ
  - Alex Solis, vận động viên đua ngựa người Panama
  - Ken Wregget, vận động viên khúc côn cầu trên băng người Canada
- 1965
  - Sarah Jessica Parker, nữ diễn viên người Mỹ
  - Avery Johnson, cầu thủ bóng rổ, huấn luyện viên người Mỹ
- 1966
  - Tom Glavine, vận động viên bóng chày người Mỹ
  - Jeff Healey, nghệ sĩ đàn ghita người Canada (m. 2008)
  - Tatjana Patitz, siêu người mẫu người Đức
  - Anton Rogan, cầu thủ bóng đá người Ireland
- 1967
  - Debi Thomas, vận động viên trượt băng nghệ thuật người Mỹ
  - Doug Stanhope, diễn viên hài người Mỹ
- 1969
  - Dale Davis, cầu thủ bóng rổ người Mỹ
  - Cathy Dennis, ca sĩ, người sáng tác bài hát, nữ diễn viên người Anh
- 1970 – Kari Matchett, nữ diễn viên người Canada
- 1971 – Cammi Granato, vận động viên khúc côn cầu trên băng người Mỹ
- 1973 – Anthony Barness, cầu thủ bóng đá người Anh
- 1974 – Lark Voorhies, nữ diễn viên người Mỹ
- 1975 – Ladislav Benysek, vận động viên khúc côn cầu trên băng người Séc
- 1976
  - Cha Tae-hyun, diễn viên người Hàn Quốc
  - Juvenile, ca sĩ nhạc Rapp người Mỹ
  - Wladimir Klitschko, võ sĩ quyền Anh người Ukraina
  - Gigi Leung, ca sĩ, nữ diễn viên người Hồng Kông
  - Baek Ji Young, ca sĩ người Hàn Quốc
- 1979
  - Lee Pace, diễn viên người Mỹ
  - Natasha Yi, siêu người mẫu người Mỹ
- 1980 – Carrie Lam, nữ diễn viên người Hồng Kông
- 1982
  - Danica Patrick, người lái xe đua người Mỹ
  - Sean Faris, diễn viên, người mẫu, người Mỹ
  - Álvaro Saborío, cầu thủ bóng đá người Costa Rica
- 1983 - Hồng Diễm, nữ diễn viên, người mẫu, dẫn chương trình người Việt Nam
- 1984 – Katharine McPhee, ca sĩ, nữ diễn viên người Mỹ
- 1987 – Nobunari Oda, vận động viên trượt băng nghệ thuật người Nhật Bản
- 1989
  - Michalka, nữ diễn viên, ca sĩ người Mỹ
  - Scott Sinclair, cầu thủ bóng đá người Anh
- 2000 – Jadon Sancho, cầu thủ bóng đá người Anh

## Mất
- 752 – Giáo hoàng Stephen II
- 1458 – Marqués de Santillana, nhà thơ người Tây Ban Nha (s. 1398)
- 1620 – Johannes Nucius, nhà soạn nhạc người Đức (s. 1556)
- 1625 – Giambattista Marini, nhà thơ người Ý (s. 1569)
- 1712 – Nehemiah Grew, nhà tự nhiên học người Anh (s. 1641)
- 1736 – Nicholas Hawksmoor, kiến trúc sư người Anh (s. 1661)
- 1738 – Turlough O'Carolan, Harper, nhà soạn nhạc người Ireland (s. 1670)
- 1801 – Novalis, nhà thơ người Đức (s. 1772)
- 1818 – Caspar Wessel, nhà toán học người Đan Mạch (s. 1745)
- 1860 – James Braid, bác sĩ giải phẫu người Scotland (s. 1795)
- 1908 – Durham Stevens, nhà ngoại giao người Mỹ (s. 1851)
- 1914 – Frédéric Mistral, nhà thơ, giải thưởng Nobel người Pháp (s. 1830)
- 1917
  - Elizabeth Storrs Mead, nhà sư phạm người Mỹ (s. 1832)
  - Spyros Samaras, nhà soạn nhạc người Hy Lạp (s. 1861)
- 1918 – Claude Debussy, nhà soạn nhạc người Pháp (s. 1862)
- 1951 – Eddie Collins, vận động viên bóng chày người Mỹ (s. 1887)
- 1957 – Max Ophüls, người đạo diễn, nhà văn người Đức (s. 1902)
- 1958 – Tom Brown, nhạc sĩ người Mỹ (s. 1888)
- 1969 – Max Eastman, nhà văn người Mỹ (s. 1883)
- 1975
  - Juan Gaudino, người đua xe người Argentina (s. 1893)
  - Vua Faisal của Ả Rập Xê Út, (s. năm 1906)
- 1980
  - Roland Barthes, nhà phê bình văn học, nhà văn người Pháp (s. 1915)
  - Milton H. Erickson, nhà tâm thần học người Mỹ (s. 1901)
  - Walter Susskind, người chỉ huy dàn nhạc người Séc (s. 1913)
  - James Wright, nhà thơ người Mỹ (s. 1927)
- 1983 – Bob Waterfield, cầu thủ bóng đá người Mỹ (s. 1920)
- 1988 – Robert Joffrey, diễn viên múa, biên đạo múa người Mỹ (s. 1930)
- 1991 – Marcel Lefebvre, giáo chủ thiên chúa giáo người Pháp (s. 1905)
- 1992 – Nancy Walker, nữ diễn viên người Mỹ (s. 1922)
- 1994 – Max Petitpierre, chính khách, luật gia Thụy Sĩ (s. 1899)
- 1995
  - James Coleman, nhà xã hội học người Mỹ (s. 1926)
  - Krešimir Ćosić, cầu thủ bóng rổ người Croatia (s. 1948)
- 1996 – John Snagge, nhân vật truyền thanh nổi tiếng người Anh (s. 1904)
- 1998 – Max Green, luật sư người Úc (s. 1952)
- 2000 – Helen Martin, nữ diễn viên người Mỹ (s. 1909)
- 2002 – Kenneth Wolstenholme, bóng đá nhà bình luận người Anh (s. 1920)
- 2006
  - Rocío Dúrcal, ca sĩ, nữ diễn viên người Tây Ban Nha (s. 1944)
  - Richard Fleischer, đạo diễn phim người Mỹ (s. 1916)
- 2007 – Andranik Margaryan, chính khách người Armenia (s. 1951)
- 2008
  - Rafael Azcona, người viết kịch bản phim người Tây Ban Nha (s. 1926)
  - Ben Carnevale, bóng rổ huấn luyện viên người Mỹ (s. 1915)
- 2012 –
  - Edd Gould, nghệ sĩ diễn hoạt của EDDSWORD (s. 1988)
  - DJ Bo, nữ DJ Việt Nam (s. 1980)

## Ngày lễ và kỷ niệm
- Ngày Công tác xã hội Việt Nam (Từ năm 2016)
- Ngày Cách mạng tại Hy Lạp
- Ngày của mẹ tại Slovenia.
- Lễ truyền tin – 9 tháng trước [[Lễ Giáng Sinh|Lễ Giáng sinh